# Ivanjski Vrh (Gornja Radgona)
Ivanjski Vrh is een plaats in Slovenië en maakt deel uit van de gemeente Gornja Radgona in de NUTS-3-regio Pomurska. De plaats telde 66 inwoners op 1 januari 2020.